# Blighia unijugata
Blighia unijugata är en kinesträdsväxtart som beskrevs av Bak.. Blighia unijugata ingår i släktet Blighia och familjen kinesträdsväxter. Inga underarter finns listade i Catalogue of Life.